# General Electric J47
Pour les articles homonymes, voir J47.
Le General Electric J47 (désignation de la compagnie TG-190) est un turboréacteur qui fut développé par General Electric à partir de leur précédent J35. Il vola pour la première fois en mai 1948. Le J47 fut le premier turboréacteur à flux axial validé pour une utilisation commerciale aux États-Unis. Il fut employé dans un grand nombre d'appareils, et plus de 36 500 exemplaires furent assemblés, avant l'arrêt de sa production en 1956. Il effectua un service ininterrompu dans l'armée américaine jusqu'en 1978.

## Conception et développement
La conception du J47 se basa sur l'expérience du TG-180/J35, qui fut décrit par le magazine Flight International en 1948 comme le turboréacteur de conception américaine le plus largement utilisé .
La durée de vie globale entre révisions pour le J47 oscillait entre seulement 15 heures (en 1948) et un théorique 1 200 heures en 1956. En pratique la valeur était en moyenne de 625 heures de fonctionnement. Par exemple, le J47-GE-23 était taré pour tourner 225 heures entre deux révisions (en anglais MTBO : Mean Time Between Overhauls). En 1955 le moteur avait déjà accumulé 9 millions d'heures de fonctionnement. Installé sur un F-86F, il n'a subi en moyenne qu'une seule coupure moteur en plein vol toutes les 33 000 heures de vol (!), entre 1955 et 1956.
Il est de très loin le principal réacteur utilisé par l'USAF avec officiellement (hors programmes secrets) en inventaire en janvier 1957 29 174 exemplaires sur un total de 118 946 moteurs d'aéronefs contre janvier 1959, 24 098 exemplaires sur 98 739 moteurs d'aéronefs.

## Caractéristiques

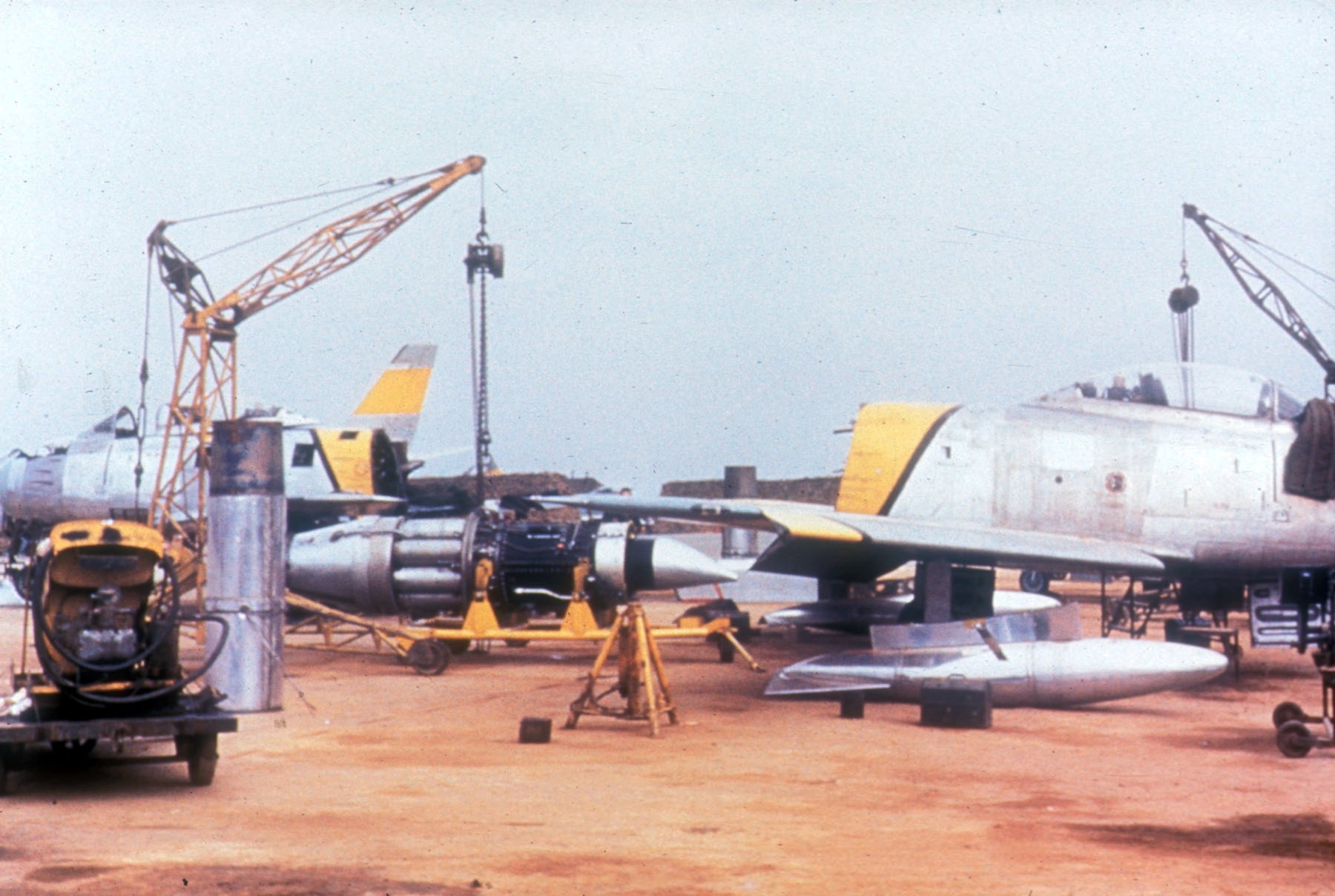
Changement d'un réacteur J47 sur un F-86E en Corée du Sud, en 1952.

Le J47 est une très grosse évolution du premier turboréacteur axial de General Electric, le J35, qui fut ensuite transféré à Allison en 1946. Le développement de ce moteur fut basé sur trois familles principales de moteurs : Les moteurs C, d'une poussée de 23,13 kN, les moteurs D à 32,03 kN de poussée et les moteurs E à 25,80 kN. De ces moteurs, le type C, qui propulsait les premiers Sabres et B-36s, fut le premier à quitter le service. Le moteur porte-drapeau de la série D était le J47-GE-17, pour le F-86D. Il s'agissait d'un moteur tout-temps équipé d'une postcombustion « Hotstreak » de General Electric et d'un remarquable système de contrôle électronique, lui-aussi conçu par General Electric. Il était aussi doté d'un plus gros compresseur et employait moins d'alliages stratégiques que ses prédécesseurs. La famille E, très étendue, présentait pas moins de 3 000 différences avec les moteurs des premières séries, parmi lesquelles une totale refonte du dessin des tubes à flamme. Dans les années 1950, de nombreux types de moteurs de la série E furent produits à très grande échelle, surtout pour les F-86 et B47s, le J47-25 ayant été produit par Studebaker à South Bend, et Packard, à Détroit et Utica. Tous étaient de type « nez chaud » (hot nose), et tout-temps, possédaient 10 % de poussée supplémentaires, un compresseur plus efficace, des surfaces d'entrées d'air chauffées, des écrans protecteurs rétractables, des systèmes de combustion et de carburant adaptés aux hautes altitude et bénéficiant d'une meilleure consommation spécifique. Un système d'allumage à polarités opposées était également installé, procurant des redémarrages facilités à haute altitude.
Parmi les autres évolutions, on peut noter que le moteur qui équipait le F-86D bénéficiait aussi d'un carénage de turbine flottant, de nouveaux guides aérodynamiques d'entrée d'air, des revêtements de chambres de combustion en céramique et un nouveau type de buses pour l'injection d'eau dans le moteur. La tuyère était également d'un type à deux positions. Le carburant était amené vers le canal de postcombustion à un débit de 325,5 l/h par une turbopompe intégrée au réservoir.
En raison d'une grosse sous-estimation de la réelle durée de vie des moteurs J47, il fut découvert en 1953 qu'environ 2 000 moteurs en trop avaient été commandés, et des coupes budgétaires de près de 36 millions de livres durent être pratiquées, la plupart des conséquences de ces actions étant retombées sur les constructeurs automobiles qui participaient alors à la fabrication,.

## Versions
- J47-GE-1 : 22 kN de poussée ;

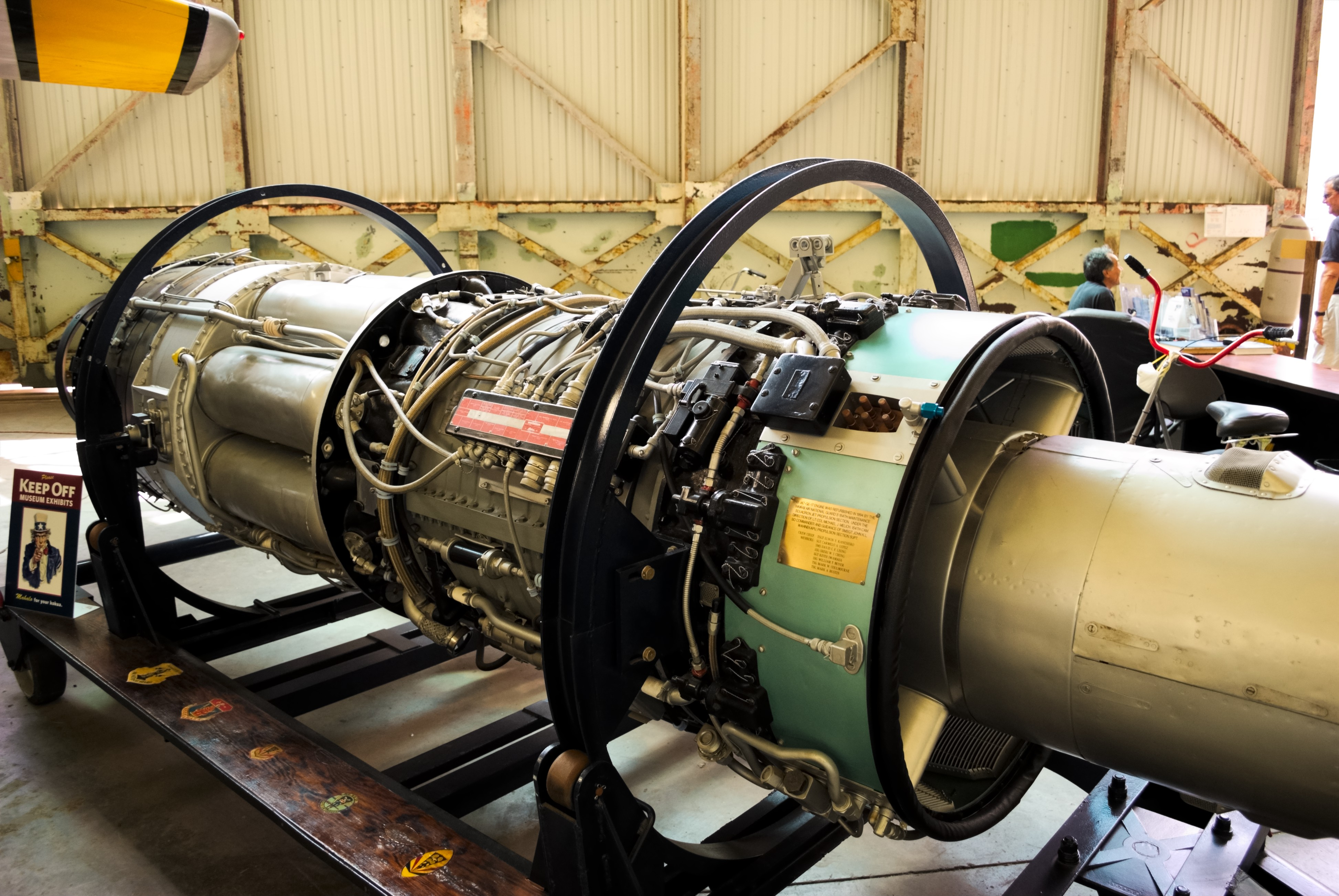
J47-GE-17 sur son chariot de manutention.

- J47-GE-2 : 27 kN de poussée à 7 950 tr/min, propulsait le North American FJ-2 Fury[5] ;
- J47-GE-11 : Propulsait les Boeing B-47A et B-47B[5], ainsi que le Chase XC-123A ;
- J47-GE-13 : Propulsait les F-86E Sabre & B-45C Tornado[5] ;
- J47-GE-15 : Propulsait le B-45C Tornado[5] ;
- J47-GE-17 : 24 kN de poussée à sec à 7 950 tr/min, 33 kN avec la postcombustion. Il propulsait le F-86D Sabre[5] ;
- J47-GE-17B : 24 kN de poussée ;
- J47-GE-19 : 23 kN de poussée, propulsait les Convair B-36D et B-36F[5] ;
- J47-GE-23 : 26 kN de poussée, propulsait les Boeing B-47B et RB-47B[5] ;
- J47-GE-25 : 27 kN de poussée à sec à 7 950 tr/min, 31 kN avec l'injection d'eau, propulsait les Boeing B-47E et RB-47E[5],[6] ;
- J47-GE-27 : 27 kN de poussée, propulsait le F-86F Sabre[5] ;
- J47-GE-33 : 25 kN de poussée, propulsait le F-86F et F-86K[5].

## Applications
- Boeing B-47 Stratojet
- KB-50J Superfortress
- Boeing KC-97 Stratofreighter
- Chase XC-123A
- Convair B-36 Peacemaker
- Convair NB-36H
- Curtiss-Wright XF-87 Blackhawk
- Martin XB-51
- North American B-45 Tornado

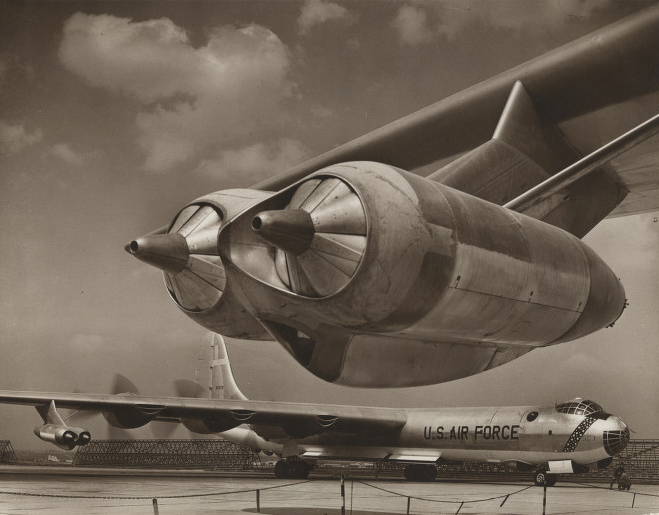
Sur les B-36, deux turboréacteurs J-47 étaient montés vers les extrémités de chacune des ailes, après les trois Pratt & Whitney R-4360 Wasp Major à pistons. Les moteurs au premier plan ont leurs caches de protection déployés.

- North American F-86 et F-86D Sabre
- North American FJ-2 Fury
- Republic XF-91 Thunderceptor

Engins terrestres ayant également utilisé ce moteur :
- « Spirit of America » (en), un véhicule de records ;
- M-497 « Black Beetle » (en), une locomotive propulsée par turboréacteur.

## Le X-39 à propulsion nucléaire
Au cours des années 1950, l'intérêt dans le développement d'avions à propulsion nucléaire mena General Electric à expérimenter deux concepts propulsés par des turbines à gaz à combustible nucléaire, l'une basée sur le J47, et une autre, plus récente et beaucoup plus grosse, désignée X211.
Le concept basé sur le J47 devint le programme X39. Ce système consistait en deux J47 modifiés qui, au lieu de brûler du carburant classique, recevaient leur air chaud et sous pression d'un échangeur de chaleur qui faisait partie d'un réacteur nucléaire désigné HTRE (Heat Transfer Reactor Experiment). Le X-39 fut testé avec succès avec trois réacteurs différents, les HTRE-1, HTRE-2 et HTRE-3. Si le programme n'avait pas été abandonné, ces moteurs auraient été utilisés pour propulser le Convair X-6.